# Alap (muziek)
De alap (of alaap) is de trage, meditatieve opening van de uitvoering van een raga in de Hindoestaanse muziek. Toon voor toon wordt de raga ontvouwen voor het oor van de luisteraars. Geleidelijk aan wordt de onderliggende toonladder-structuur hoorbaar.
De alap heeft tempo noch ritme.